# Маниеризъм
Маниеризмът е период в историята на изобразителното изкуство. Развива се около 1520 г. като продължение на Зрелия ренесанс. В  Италия той продължава до около 1580 г., когато Барокът започва да го измества, но Северният маниеризъм се задържа до началото на 17 век.
Стилистиката на маниеризма обхваща различни подходи, повлияни от и в отговор на хармоничните идеали, свързвани с художници като Леонардо да Винчи, Рафаело и ранния Микеланджело. Докато Зрелият ренесанс изучава хармоничните идеали, Маниеризмът отива крачка напред. Той се отличава с интелектуалната си изтънченост, както и с изкуствените (като противовес на естествените) качества. Маниеризмът фаворизира композиционното напрежение и нестабилност и отхвърля баланса и яснотата на ранната ренесансова живопис. Маниеризмът в литературата и музиката се отличава с богатия си стил и интелектуалната си изтънченост.
Дефиницията на маниеризма и вътрешната му периодизация продължават да се предмет на спорове сред историците. Някои учени включват в него някои ранни модерни форми в литературата (особено в поезията) и музиката от 16 и 17 век. Терминът се използва и за някои късни готически художници, работещи в Северна Европа между 1500 и 1530 г., особено Антверпенските маниеристи – независима от италианското движение група. Маниеризмът се използва по аналогия и за Сребърния век на латинската литература.

## Терминология
Думата „маниеризъм“ произлиза от италианското maniera, която означава „стил“ или „маниер“. Maniera може да означава както определен тип стил (красив стил, абразивен стил), така и абсолютна стойност, която няма нужда от квалификация (някой „има стил“). Във второто издание на „Животописи на най-значимите живописци, скулптури и архитекти“ (1568) Джорджо Вазари използва maniera в три различни контекста: когато обсъжда маниера, метода на даден художник; когато описва личен или групов стил, като например при термина maniera greca, с който означава византийския стил или maniera на Микеланджело; и когато дава положителна оценка на дадени артистични качества. Вазари също е маниерист и описва периода, в който работи, като la maniera moderna или „модерен стил“. Джеймс Мироло описва как поетите bella maniera се опитват да надмогнат виртуозността в сонетите на Петрарка. Тази употреба на bella maniera предполага, че артистите вдъхновени по този начин се опитват да копират и подобрят предшествениците си, а не да се конфронтират с тях директно. Накратко, bella maniera използва най-доброто от различен брой материали и ги синтезира в нещо ново.
Като стилистичен етикет маниеризмът е труден за дефиниция. Използван е от Якоб Буркхарт и популяризиран от немските историци на изкуството от началото на XX век, за да категоризират на пръв поглед некатегоризуемото изкуство в Италия през XVI век – изкуство, което вече не се задоволява с хармонията и рационалния подход на Зрелия ренесанс. „Зрял ренесанс“ се използва за период, отличаващ се с хармонията си, величествеността си и възраждането на класическата античност. През XVI век „маниеризъм“ се използва за социалното поведение и за да предаде изискани виртуозни качества или определена техника. Въпреки това, за по-късните писатели, като Жан Пиетро Белори (XVII век), la maniera е пренебрежителен термин, използван за упадъка на изкуството след Рафаело, особено за 30-те и 40-те години на XVI век. От края на XIX век насам историците използват термина, за да опишат изкуството от периода след ренесансовия класицизъм и предшестващ барока.
Все още обаче историците са на различни мнения за това дали Маниеризмът е стил, движение или период; въпреки че терминът е все още спорен, той масово се използва за означаване на европейското изкуство и култура от XVI век.

## Произход и развитие
В края на Зрелия ренесанс младите артисти изживяват криза. Изглеждало, че всичко, което може да бъде постигнато е вече сторено. Няма повече трудности, технически или други, които да бъдат преодолявани. Детайлното познаване на анатомията, светлината, физиономията и начина по който хората отразяват емоции с лицето и жестовете си, новаторското използване на хора в образни композиции, употребата на тънки разлики в тона, всичко това е вече почти перфектно. Младите артисти имат нужда от нова цел и търсят нови подходи. В този момент започва да се развива Маниеризмът. В зависимост от това на кои източници се позоваваме, Маниеризмът се заражда между 1510 и 1520 във Флоренция или Рим или в двата града едновременно.

### Корени и образци за подражание
Периодът е описван като „естествено продължение“ на изкуството на Андреа дел Сарто, Микеланджело и Рафаело. Още от ранна възраст Микеланджело развива собствен, силно оригинален стил, който първоначално има голям успех и често е копиран и имитиран от художниците от това време. Едно от качествата, на които най-много се възхищават съвременниците му е неговото terribilità, чувството, вдъхващо страхопочитание и величественост. Заради това стилът на Микеланджело е изучаван от останалите художници, които го копират (копирането на утвърдени платна е обичайния начин за обучение на начинаещите художници). Таванът на Сикстинската капела осигурява безброй примери, които художниците да следват и по-конкретно игнудите и Сибила Либийска, вестибюлът на библиотека Лауренциана, фигурите в гробниците на Медичите и най-вече в „Страшният съд“. Късният Микеланджело е този на големите образци за подражание на маниеризма. Това забелязва и самият той и може би дори го дразни понякога. Младите художници започват да нахлуват в дома на Микеланджело и крадат рисунките му. На едно място в „Животописи на най-значимите живописци, скулптури и архитекти“, Вазари отбелязва, че Микеланджело казал веднъж: „Следващите не могат никога да задминат тези които следват“.

#### Състезателният дух
Състезателният дух се поддържа от патроните, които насърчават артистите да използват все по-виртуозни техники. Леонардо да Винчи и Микеланджело получават поръчка от гонфалониера Пиеро Содерини да декорират стена в Залата на петстотинте във Флоренция. Двамата са изпратени да рисуват един до друг и да се съревновават помежду си, като по този начин взаимно насърчават оригиналността си.
|  |  |

По-късно в Рим кардинал Джулио де Медичи поръчва на Рафаело да изрисува „Преображение Христово“. По това време Рафаело е изключително зает със своите стаи, със създаването на различни олтарни творби, версии на „Мадоната и младенеца“ и в качеството си на главен архитект на Рим след смъртта на Браманте. Това му оставя малко време за „Преображение Христово“. Затова кардиналът поръчва на Себастияно дел Пиомбо, прочут венециански художник и приятел на Микеланджело, да нарисува „Събуждането на Лазар“. Това кара Рафаело да довърши поръчката. Неговата „Христос пада по пътя за разпятието“ е свързана композиционно от диагонали от копията на войниците и от дървения кръст. Въпреки това, Христос не е първия образ, които зрителят забелязва, тъй като има много фигури, а на централно място е поставен Симон. Окото на зрителя трябва да се насочи към долната част на композицията, с което се цели повече драматизъм. По този начин състезателният дух кара младите художници да намират нови цели, да търсят нови подходи и до открия драматично осветените сцени, сложните одежди и композиции, удължените пропорции, силно стилизираните пози и липсата на ясна перспектива.

### Ранен маниеризъм
Ранните маниеристични творби във Флоренция (особено тези на Понтормо и Росо Фиорентино, ученици на Андреа дел Сарто) се отличават с удължени форми, несигурно балансирани пози, неправилна перспектива, нелогична обстановка и театрално осветление. Пармиджанино (ученик на Антонио да Кореджо) и Джулио Романо (главен асистент на Рафаело) се насочват в сходна стилистична естетика в Рим. Тези творци узряват под влиянието на Зрелия ренесанс и стилът им се характеризира като негова реакция или преувеличено продължение. Вместо да изучават пряко природата, младите артисти изучават елинските скулптури и картините на старите майстори. Поради това, този стил често е описван като „антикласически“, но за времето си е смятан за естествено надграждане на Зрелия ренесанс. Най-ранната експериментална фаза на маниеризма, известна с „антикласическите“ си форми, продължава до около 1540 или 1550. Марша Хол, професор по история на изкуствата, отбелязва в книгата си „След Рафаело“, че преждевременната смърт на Рафаело бележи началото на маниеризма в Рим.
В по-ранните анализи се отбелязва, че Маниеризмът се заражда в началото на 16 век едновременно с ред други социални, научни, религиозни и политически движения като Хелиоцентричната система, Разграбването на Рим и Протестантската реформация. Поради това удължените му и изопачени форми някога са интерпретирани като реакция на идеализираните композиции на Зрелия ренесанс. Това обяснение на драстичната стилистична промяна около 1520 г. вече не се поддържа от учените, въпреки че ранните маниеристични творби рязко се отличават от утвърдените през Зрелия ренесанс правила; достъпността и баланса, постигнати в „Атинската школа“ изглежда вече не интересуват младите художници.

### Зрял маниеризъм
Вторият период на маниеризма силно се отличава от ранната „антикласическа“ фаза. Последващите маниеристи наблягат на интелектуалния замисъл и артистичната виртуозност, които карат по-късните критици да ги обвиняват, че работят по неестествен и престорен маниер. Маниеристите гледат на възрастния си съвременник Микеланджело като на водещ модел; изкуството им по-скоро имитира друго изкуство, а не природата. Сидни Фридберг твърди, че интелектуалният аспект на маниеризма включва предположението, че публиката ще забележи и оцени тази визуална препратка. Най-голяма хитрост и най-характерна черта за маниериста е склонността преднамерено да подведе чрез даден цитат. Аньоло Бронзино и Джорджо Вазари определят като граници на този период 1530 и 1580 г. Срещано най-често в кралските дворове и интелектуалните кръгове в Европа, маниеристичното изкуство съчетава преувеличената елегантност с вниманието към повърхността и детайла: фигури с порцеланова кожа, излегнати в равномерна и умерена светлина, удостояват зрителя с хладен поглед, ако изобщо го погледнат. Обектите в тези творби рядко изразяват емоции и поради тази причина тези картини често са описвани като „студени“ или „надменни“. Това е типично за тъй наречения „стилизиран стил“ или Зрял маниеризъм.

## Разпространение на маниеризма
Рим, Флоренция и Мантуа са маниеристични центрове в Италия. Венецианската живопис следва различен курс, представляван от Тициан. Много от ранните маниеристи, работили в Рим през 20-те години напускат града след опожаряването му през 1527 г. С разпръскването си по континента в търсене на работа, стилът им се разпространява в Северна Европа. В резултат на това, Маниеризмът става първият международен артистичен стил от Готиката насам. Някои северни страни нямат пряк досег с италианските художници, но маниеристичния стил стига до тях чрез отпечатъци или илюстрации в различни книги. Европейските владетели (и не само) купуват италиански творби, а артистите от Северна Европа продължават да пътуват из Италия, с което помагат да се разпространи стилът. Отделни италиански артисти работещи на север дават начало на движение, станало известно като Северен маниеризъм. Франсоа I например купува „Венера, Купидон, Фоли и Времето“ на Аньоло Бронзино. Влиянието на стила в Италия намалява след 1580 г., когато новото поколение художници като братята Карачи, Караваджо и Чиголи възраждат натурализма. Валтер Фридландер определя този период като „антиманиеризъм“, също както ранните маниеристи са определяни като „антикласици“ заради реакцията си спрямо естетиката на Зрелия ренесанс.
Въпреки това извън Италия Маниеризмът трае до 17 век. Във Франция, където Росо пътува, за да работи за двора във Фонтенбло, той е известен като „стилът на Анри II“ и има силно влияние върху архитектурата. Други важни центрове на Северния маниеризъм са дворът на Рудолф II в Прага, както и Харлем и Антверпен. Маниеризмът като стилистична категория рядко се употребява за английското изкуство. Вместо това се използват етикети като „елизабетинско“ и „якобинско“.
От особено значение е фламандското влияние във Фонтебло, което комбинира еротиката от френския стил с ранна версия на ванита, която ще е доминираща в нидерландската и фламандската живопис през 17 век.

## Скулптура
Както в живописта, ранната италианска маниеристична скулптура представлява опит за намиране на оригинален стил, който да надмине Зрелия ренесанс, което в частност при скулптурата означава Микеланджело. Голяма част от този сблъсък се изразява в поръчките за Синьорията във Флоренция, точно до „Давид“ на Микеланджело. Бартоломео Бандинели се захваща с „Херкулес и Как“, която на времето е била по-популярна тема отколкото е днес. Статуята злонамерено е сравнявана от Бенвенуто Челини с „чувал с пъпеши“. Въпреки това тя има продължително влияние, особено по отношение на релефните панели по постаментите. Както и много други маниеристи, Бандинели премахва много по-голяма част от оригиналния блок, отколкото Микеланджело би премахнал. Бронзовата статуя на Челини „Персей с главата на Медуза“ е несъмнено шедьовър, замислен с осем гледни точки, което е друга характерна маниеристична черта. В сравнение със статуите на Давид от Микеланджело и Донатело тя е изкуствено стилизирана. Златар по професия, Челини е известен и със своята солница (1543), която е първата му скулптура.
Малките бронзови фигури за кабинетите на колекционерите, често с митологични герои, са много популярни през Ренесанса. В тях се специализира Джамболоня, който е фламандец, но работи във Флоренция. Той създава и скулптури с човешки ръст, две от които влизат в колекцията на Синьорията. Заедно с учениците си Джамболоня създава нови елегантни издължени форми на фигура серпентината, които често са съставени от две преплетени фигури, които могат да бъдат разглеждани от различни ъгли.

### Галерия
- Щукатура над една от вратите в двореца във Фонтенбло, вероятно създадена от Франческо Приматичио, който изрисува вътрешния овал през 30-те или 40-те години на 16 век
- „Персей с главата на Медуза“ (1545 – 1554), Бенвенуто Челини
- „Самсон убива филистимянин“ (ок. 1562), Джамболоня
- „Похищението на сабинянките“ (1583), Джамболоня, Флоренция, Италия, мрамор
- „Меркурий и Психея“ (1593), Адриан де Врис, статуя в естествен размер, направена за Рудолф II
- „Венера“ (ок. 125), римска, мрамор, Британски музей
- „Победилият Аполон над Питон“ (1591), Пиетро Франкавила, Музей на изкуствата „Уолтърс“
- „Херкулес и Нес“, Джамболоня, Лоджия деи Ланци, Флоренция, Италия

## Ранни теоретици

### Джорджо Вазари
Мнението на Джорджо Вазари за живописта е добре изразено в многотомната му книга „Жизнеописания на най-известните живописци, ваятели и архитекти“, в която описва живота на свои приятели артисти. Той смята, че съвършенството в живописта изисква финес, новаторство, изразено чрез виртуозна техника (маниера) и остроумие и обмисленост, които са характерни за завършената творба. Всички тези критерии отразяват интелекта на артиста и усета на патрона. Артистът вече не е ученик от местната гилдия на „Св. Лука“, а заема място в двора до учените, поетите и хуманистите. Гербът на Медичите, които са патрони на Вазари е добавян в горната част на портретите му, сякаш е на художника.

### Джан Паоло Ломацо
Друг важен теоретик от този период е Джан Паоло Ломацо, който пише две произведения – едно практично и едно метафизично – които помагат при дефинирането на вътрешната връзка между маниеристите и творбите им. Неговия „Трактат за живописта, скулптурата и архитектурата“ (Trattato dell'arte della pittura, scoltura et architettura) (изд. 1584, Милано) е наръчник за съвременните концепции за декорум, които Ренесансът наследява от Античността и които Маниеризмът разработва. Систематичната кодификация на естетиката, която Ломацо прави, групира по-шаблонните и академични подходи, типични за късния 16 век. Така се набляга на консонанса между функциите на интериора и различните видове живописни скулптурни декорации, които са уместни. Иконографията, често сложна и неразбираема, е от по-важните елементи в маниеристичните стилове.
Метафизичната творба на Ломацо, „Идеалният храм на живописта“ (Idea del tempio della pittura) (изд. 1590, Милано) предлага описание на теорията за „четирите темперамента“ на човешкия характер, като определя индивидуалността като особено важна за артистичната насока.

## Примери

### Галерия
- „Йосиф в Египет“ (1515 – 18), Понтормо, маслени бои върху дърво, Национална галерия (Лондон)
- Росо Фиорентино, залата Франсоа I в двореца Фонтенбло, Франция
- „Юнона“ в ниша, гравюра от Джакопо Каралио, вероятно от рисунка на Росо Фиорентино от 1526 г.
- „Тайната вечеря“, Тинторето
- „Есен“ (1573), Джузепе Арчимболдо, маслени бои върху платно, Лувър, Париж
- „Портрет на Биа де Медичи“, Бронзино
- „Сузана и старейшините“, Алесандро Алори
- „Кръщение“ Ел Греко
- „Венера, Купидон, Фоли и Времето“ (ок. 1545) от Бронзино, Национална галерия (Лондон). Творба от Зрелия маниеризъм.
- „Персей и Андромеда“ (1616), Йоахим Ютавел, Лувър. Композицията включва ванита с кости и мидени черупки на предния план и сложни академични голи тела. В дракона се забелязва китайско-ориенталско влияние.

#### Джакопо Понтормо
„Йосиф в Египет“ от Понтормо съдържа цветове, които през Ренесанса биха били сметнати за нелепи, както и третирането на времето и мястото

#### Росо Фиорентино и Школата от Фонтенбло
Росо Фиорентино, който учи заедно с Понтормо в студиото на Андреа дел Сарто, донася през 1530 г. маниеризма във Фонтенбло. Тук той става един от основателите на Френския маниеризъм от 16 век, известен като Школата от Фонтенбло.
Примерите за богат декоративен стил във Фонтенбло разпространяват италианския стил чрез гравюри в Антверпен, а от там през Северна Европа от Лондон до Полша. Маниеризмът започва да се използва и за луксозни стоки като сребро и резбовани мебели. Чувството за напрегнатост и контролирана емоция са предадени чрез тънки символи и алегория. Идеалът за женска красота, характеризиращ се с издължени пропорции е типичен за този стил.

#### Аньоло Бронзино
Маниеристичните портрети на Аньоло Бронзино се отличават с подчертана елегантност и силно внимание върху детайла. В резултат на това за моделите на Бронзино се смята, че излъчват дистанцираност. Има и подчертана виртуозност при улавянето на точния шаблон и блясъка на различните повърхности.

#### Алесандро Алори
„Сузана и старейшините“ от Алесандро Алори се отличава със скритата си еротика и съзнателно търсения натюрморт в претрупаната с хора и все пак контролирана композиция.

#### Тинторето
„Тайната вечеря“ на Тинторето се фокусира върху светлината и движението, като по този начин вдъхва живот на картината. За разлика от традиционните изображения на тайната вечеря, Тинторето изобразява Раят надвиснал над стаята и ангели, които гледат с благоговение. Това съответства на католическата максима, че „ако ангелите можеха да завиждат, биха завидели на Евхаристията“.

#### Ел Греко
Ел Греко се опитва да изрази религиозната емоция чрез преувеличаване на елементите. След реалистичното изобразяване на човешки фигури и овладяването на перспективата по време на Класическия ренесанс, някои артисти започват преднамерено да нарушават пропорциите в разчленено и нерационално място, търсейки емоционален и артистичен ефект. Все пак Ел Греко е силно оригинален художник. Той се характеризира от съвременните учени като толкова индивидуален творец, че не може да бъде причислен към никоя школа. Ключови маниеристични аспекти при Ел Греко са шокираща „остра“ палитра, издължената и измъчена анатомия, нестандартната перспектива и светлина, мрачната и нарушена иконография.

#### Бенвенуто Челини
Бенвенуто Челини създава своята солница от злато и емайл през 1540 г. На нея са представени Посейдон и Амфитрита (вода и земя) в неудобни пози и с издължени пропорции. Солницата е смятана за шедьовър на маниеристичната скулптура.

#### Йоахим Ютавел
Йоахим Ютавел рисува в стила на Северния маниеризъм до края на живота си и игнорира идването на Барока, което го прави вероятно последния значим маниерист. Сред темите му са големи сцени с натюрморт по подобие на тези на Питер Артсен, митологични сцени и голям брой малки кабинетни картини.

#### Джузепе Арчимболдо
Джузепе Арчимболдо е известен с портретите си, замислени от натюрмортни композиции.

## Маниеристична архитектура
Основна статия „Маниеристична архитектура“
Пример за маниеристична архитектура е Вила Фарнезе в Капрарола, в неравната провинция около Рим. Гравюрите от 16 век разпространяват маниеризма по-бързо от всеки друг стил дотогава. По това време център на маниеристичния дизайн е Антверпен. Чрез Антверпен ренесансовата и маниеристичната архитектура се разпространяват в Англия, Германия и в северна и източна Европа като цяло. Наситена с орнаменти с „римски“ детайли, таблото над портата в замъка Колдиц (снимката вдясно) е пример за северния стил, която по характерен начин е изолирана „творба“ през непретенциозната народна стена.

## Маниеризмът в литературата и музиката
Виж също „Метафизични поети“

В английската литература Маниеризмът е често е отъждествяван с качествата на „метафизичните“ поети, най-известен от които е Джон Дън. Остроумните вилазки на бароковия писател Джон Драйдън срещу стиховете на Дън позволяват да се види контраста между целите на Барока и маниеризма: 

„Той засяга метафизиката не само в сатиричните, но и в любовните си стихове, където трябва да властва само природата; и обърква умовете на нежния пол със симпатични философии, а всъщност трябва да превземе сърцата им и да ги забавлява с мекотата на любовта“.

Богатите музикални възможности в поезията от края на 16-и и началото на 17 век осигурява примамлива основа за мадригала, който бързо набира популярност.
Етикетът „маниеристична“ се употребява и за пищните, контрапунктни и сложна полифонични музикални произведения, създавани във Франция в края на 14 век. Днес за този период се говори като за ars subtilior.